# Tetragnatha pallida
Tetragnatha pallida là một loài nhện trong họ Tetragnathidae.
Loài này thuộc chi Tetragnatha. Tetragnatha pallida được Octavius Pickard-Cambridge miêu tả năm 1889.